# Gustav Bang
Jens Gustav Bang (26. september 1871 i Store Heddinge – 31. januar 1915 i Hornbæk) var en dansk historiker og socialist. Han var gift med Nina Bang.
Bang var søn af sognepræst Vilhelm Bang (død 1910) og hustru f. Lassen, blev student fra Ribe Katedralskole 1889, mag.art. i historie 1894 og dr.phil. på afhandlingen Den gamle Adels Forfald (1897).
Han var samtidig medarbejder ved Social-Demokraten, hvor han skrev om økonomiske emner, og ved udenlandske socialistiske tidsskrifter. Bang var Socialdemokratiets kandidat ved Folketingsvalgene i Odense 2. valgkreds 1901-09 og blev valgt til Folketinget for Københavns 10. kreds 1910. Han var medlem af hovedbestyrelsen for Socialdemokratiet.